# 氷丘村
氷丘村（ひおかむら）は、兵庫県加古郡に存在した村である。現在の加古川市街地の外側の北側に相当する。

## 地理
- 加古川

## 歴史
- 1889年（明治22年）4月1日 町村制施行により加古郡河原村、中津村、大野村、溝ノ口村、美乃利村、平野村が合併して氷丘村が成立。
- 1937年（昭和12年）3月15日 加古川町に編入合併。

## 教育
- 氷丘村立氷丘尋常小学校（現加古川市立氷丘小学校）

現在は旧村域に加古川市立氷丘中学校及び加古川市立氷丘南小学校も所在するが、村廃止当時は未開校。

## 名所
- 日岡山公園
  - 日岡御陵
  - 日岡神社

## 交通
- 播州鉄道本線（現 JR西日本加古川線）
  - 中津停留場（1921年休止）
  - 日岡駅